# Serviès
Serviès település Franciaországban, Tarn megyében. Lakosainak száma 591 fő (2022. január 1.). Serviès Cuq, Damiatte, Guitalens-L’Albarède, Puycalvel és Saint-Paul-Cap-de-Joux községekkel határos.

## Népesség
A település népessége az elmúlt években az alábbi módon változott:
| Lakosok száma | 621  | 638  | 645  | 637  | 624  | 612  | 599  | 594  | 591  |
|               | 2013 | 2015 | 2016 | 2017 | 2018 | 2019 | 2020 | 2021 | 2022 |